# Polygenismus
Polygenismus ist eine Theorie über den Ursprung der Menschheit, der zufolge verschiedene menschliche Rassen verschiedene, voneinander unabhängige Ursprünge haben. Diese Sichtweise ist dem Monogenismus entgegengesetzt, der einen einzigen Ursprung der Menschheit postuliert. Moderne wissenschaftliche Sichtweisen bevorzugen ein monogenisches Modell. Polygenismus wurde früher benutzt, um rassische Ungleichheit zu rechtfertigen.
In der Anthropologie wurde lange Zeit ein multiregionaler Ursprung des modernen Menschen favorisiert, der dem historischen Polygenismus teilweise entsprochen hat, auch wenn dieser Begriff selbst dafür nicht oft verwendet wurde. Dies gilt heute durch Varianten der Out-of-Africa-Theorie inhaltlich als überholt, auch wenn über die verschiedenen zeitlichen Wellen der Migration aus Afrika heraus, verschiedene Rückmigrationen einzelner Populationen und den genetischen Beitrag von Frühmenschen früherer Migrationswellen nach wie vor debattiert wird.

## Ursprünge
In vielen Mündliche Überlieferungstraditionen spielt Polygenese in den Schöpfungsgeschichten eine Rolle. In der Mythologie des Pygmäen-Volks der Bambuti im Kongo wird erzählt, dass der Hauptgott, Khonvoum, drei Rassen von Menschen aus drei Arten von Tonerde erschaffen habe: eine schwarze Rasse aus schwarzer, eine weiße Rasse aus weißer und die Bambuti selbst aus roter. In einigen Kulturen hat Polygenismus in der Erschaffungserzählung eine ätiologische Funktion. Diese Erzählungen bieten eine Erklärung dafür, warum andere Menschengruppen existieren, die nicht mit dem Stamm verbunden sind. Außerdem wird unterschieden zwischen der Erschaffung fremder Menschengruppen und der derjenigen ethnischen Gruppe, zu der der Schöpfungsmythos gehört, was dazu dient, die Einheit von Stamm oder Ethnie zu stärken.
Ein Beispiel findet sich im Schöpfungsmythos der Asmat, eines Stammes von Jägern und Sammlern, der an der Südwestküste Neuguineas ansässig ist. Der Schöpfungsmythos behauptet, dass die Asmat entstanden als eine Gottheit hölzerne Statuen in einem zeremoniellen Haus schnitzte und begann eine Trommel zu schlagen. Aus den Statuen wurden lebendige Menschen, die zu tanzen begannen. Einige Zeit später versuchte ein großes Krokodil das zeremonielle Haus anzugreifen, das jedoch von der Gottheit besiegt wurde. Das Krokodil wurde in einige Stücke geschnitten, welche in verschiedene Richtungen geworfen wurden. Jedes dieser Stücke wurde zu einem der fremden Stämmen, die den Asmat bekannt sind.
In der frühen klassischen und mittelalterlichen Geografie trat das Konzept des Polygenismus zutage, indem die Möglichkeit vorgeschlagen wurde, dass es womöglich Bewohner der Antipoden geben könnte (Antichthones). Diese Bewohner wurden aufgrund der geografischen Extreme verschiedenen Ursprünge zugedacht
Die Religion der Ainu behauptet, dass die Vorfahren der Ainu die Erde aus dem Himmel, aber getrennt von anderen Rassen erreichten.

## Traditioneller Theologischer Monogenismus
Traditionell nahmen die meisten Juden, Christen und Muslime einen Monogenismus in der Form an, dass alle modernen Menschen schließlich von einem einzelnen Paar abstammten, das Adam und Eva genannt wird. In diesem Kontext beschreibt Polygenismus eine alternative Erklärung für den Ursprung der Menschheit, die mehr als zwei „erste Menschen“ umfasst. Begründet wurde das mit der großen Verschiedenheit der Völker und Rassen untereinander, den ungeheuren zu überwindenden Entfernungen, die Wanderungen unplausibel machen würden, und der Existenz angeblich tiefer stehender Menschen, die man mit Recht zu Sklaven machen könne. Der Polygenismus wurde aber jahrhundertelang von allen christlichen Konfessionen als Häresie verdammt. Nach der Lehre der katholischen Kirche bis heute geht die menschliche Erbsünde direkt auf Adam zurück, wodurch der Monogenismus immer offizielle kirchliche Doktrin blieb. Für Papst Pius XII. war, in seiner Enzyklika Humani generis, bereits die Lehre, dass es nicht ein einzelnes erstes Menschenpaar, sondern schon am Anfang eine größere Gruppe von Menschen gegeben habe, eine Spielart des Polygenismus, die er verurteilte. Auch die Mehrzahl der meist fundamental-protestantischen amerikanischen Kreationisten wie etwa George McCready Price lehnten, aus denselben Gründen, den Polygenismus ab.
Der Polygenismus argumentierte im Ursprung mit alternativen Auslegungen der Bibel. Später entwickelte sich vor allem in den USA auch eine einflussreiche polygenistische wissenschaftliche Schule der Anthropologie, bei der es aber von Anfang an im Kern nicht um reine Wissenschaft, sondern um die Rechtfertigung der Sklaverei von Schwarzen ging (andere Apologeten der Sklaverei, die Monogenisten blieben, erklärten den Ursprung der zu versklavenden Schwarzen alternativ als eine Form der Degeneration aus ursprünglich weißen Vorfahren). Mit dem Aufkommen der Darwin’schen Evolutionstheorie verlor der Polygenismus als wissenschaftliche Theorie an Glaubwürdigkeit und wurde in der Form des 19. Jahrhunderts später kaum noch vertreten. Anhänger späterer Theorien einer multizentrischen Entstehung der modernen Menschen bezeichneten sich nicht mehr als Polygenisten und standen nicht in dessen Tradition.
Mit der Entwicklung des Evolutionsparagdigmas der Ursprünge des Menschen entspricht es der wissenschaftlichen Auffassung, dass zu keinem Zeitpunkt ein einziger „erster Mann“ und eine einzige „erste Frau“ existierten, welche die ersten Menschen waren und auf die alle Erblinien des modernen Menschen zurückgeführt werden könnten. Angenommen wird aber meist eine relativ kleine Population, von der alle modernen Menschen abstammen, die genetisch durch einen konstanten Genfluss nahezu homogen blieb. Deshalb kann diese Erklärung der menschlichen Ursprünge auch als Monogenismus klassifiziert werden. Alle modernen Menschen teilen denselben Ursprung aus einer einzigen Ahnenpopulation.

## Wissenschaftlicher Polygenismus
Wissenschaftlicher Polygenismus ist ein Satz von Hypothesen, die aus dem Einsatz der wissenschaftlichen Methode resultieren, um zu versuchen, die Unterschiede zwischen Eigenschaften der Menschen in verschiedenen Regionen zu erklären. Im Verlauf vieler Jahrhunderte wurden polygenistische Hypothesen zugunsten akkuraterer wissenschaftlicher Theorien verworfen.
Im späten 17. und frühen 18. Jahrhundert begannen viele Staaten aufgrund kolonialer Expansion, Entdeckung, Überseeerkundung und Ausdehnung von Handelswegen. Aufgrund der Begegnung mit verschiedenen Ethnien konnten viele Leute aufgrund der extremen ethnischen Unterschiede nicht glauben, dass sie dieselben Ahnen haben konnten wie andere Ethnien. Viele Entdecker und Wissenschaftler besuchten andere Staaten, um verschiedene Ethnien zu beobachten und studieren und ihre Ergebnisse niederzuschreiben. Später kehrten sie in ihre eigenen Staaten zurück, um Bücher und Journale über ihre Ergebnisse zu veröffentlichen und zu behaupten, die Beweise unterstützten Polygenismus.

### 18. Jahrhundert
Zu den Polygenisten des 18. Jahrhunderts gehörte Voltaire. Voltaire schrieb in seinem 1734 erschienenen Buch Traité de métaphysique, dass „Weiße ... Neger ... die gelben Rassen … sind nicht Abkömmlinge desselben Mannes“. Voltaire brachte das Thema in seinem Essay über die Art und den Geist von Nationen und die hauptsächlichen Vorkommnisse in der Geschichte im Jahre 1756 auf, welches ein frühes Werk vergleichender Geschichte war. Er glaubt, jede Rasse hätte getrennte Ursprünge, weil sie so rassisch divers seien. Voltaire fand biblischen Monogenismus lachhaft, wie er sich ausdrückte:
 Es ist eine ernste Frage unter ihnen, ob die Afrikaner Nachkommen von Affen sind oder ob die Affen von ihnen abstammen. Unsere weisen Männer haben gesagt, dass der Menschen als das Ebenbild Gottes erschaffen wurde. Nun ist hier ein entzückendes Bild des Göttlichen Erschaffers: eine flache und schwarze Nase mit wenig bis fast überhaupt keiner Intelligenz. Eine Zeit wird zweifellos kommen, in der diese Tiere wissen werden, wie man Land gut kultiviert, wie sie ihre Häuser und Gärten verschönern können und sie die Pfade der Sterne können werden: Man braucht für alles Zeit 
Als er Kaukasier mit den mit dunklerer Haut verglich, behauptete Voltaire, dass sie verschiedene Spezies seien:
Die Negerrasse ist eine Spezies von Menschen unterschieden von unserer, wie die Zucht von Spaniels die von Windhunden ist. Die Schleimhaut oder das Netzwerk, welches die Natur zwischen den Muskeln und der Haut ausbreitete, ist weiß in uns und schwarz oder kupferfarben in ihnen.
Historiker schlugen vor, dass Voltaires Unterstützung für den Polygenismus geformt wurden durch seine finanziellen Vermögensanlagen in französischen Kolonialunternehmungen, inklusive der Französischen Ostindienkompanie.
Zu den allerfrühesten Vertretern des Polygenismus im 18. Jahrhundert, die ohne biblischen Bezug auf die Präadamiten argumentieren, gehört der britische Schiffsarzt John Atkins (1685–1757). Auf seinen Reisen auf britischen Kriegsschiffen nach Guinea fand er keine natürliche Erklärung, wie aus Ureltern mit weißer Hautfarbe schwarze Nachkommen entstanden sein könnten. Die damals gängige Theorie, es handele sich um direkte Wirkung der Sonnenstrahlen, schloss er aus, da Weiße, egal wie lange sie dort lebten, keine schwarze Hautfarbe entwickelten. Da er auch keine andere Erklärung fand, schloss er, Weiße und Schwarze müssten von unterschiedlichen Ureltern abstammen, nicht von denselben. Diese in seinem Handbuch The Navy-Surgeon entwickelte Hypothese griff er auch in seinem Reisebericht A voyage to Guinea, Brasil, and the West-Indies nochmals auf.
Charles White war ein Befürworter des Ko-Adamismus. Whites Account of the Regular Gradation in Man aus dem Jahre 1799 bot eine empirische Wissenschaft für den Polygenismus. White verteidigte die Theorie des Polygenismus durch Widerlegung von Georges-Louis Leclerc, Comte de Buffons, französischer Naturforscher, Unfruchtbarkeitsargument, der Theorie, dass nur innerhalb derselben Spezies gekreuzt werden kann – indem sie auf besondere Hybride hinwiesen, wie Füchse, Wölfe und Schakale, die getrennte Gruppen waren, die sich dennoch gekreuzt werden konnten.
Charles Hamilton Smith, ein Naturforscher aus England, war ein Polygenist: Er glaubte, dass Rassen getrennt erschaffen wurden. Er veröffentlichte das Buch Naturgeschichte der menschlichen Spezies im Jahre 1848. In dem Buch bestand er darauf, dass es drei grundlegend verschiedene menschliche Typen gebe: die Kaukasier, die Mongolen und die Neger. Er verwies auch auf die Arbeit des Polygenisten Samuel Morton in Amerika. Samuel Kneeland schrieb eine 84-seitige Einführung in die amerikanische Ausgabe des Buchs, wo er Beweise anführte, die den polygenistischen Kreationismus unterstützte und dass die Bibel vollständig mit mehreren Adams kompatibel sei.
In den letzten Jahrzehnten des 18. Jahrhunderts wurde der Polygenismus in Deutschland von den Ethnografen Christoph Meiners und Georg Forster und in Frankreich von Julien-Joseph Virey befürwortet.

### Sichtweisen des 19. Jahrhunderts
Wissenschaftlicher Polygenismus wurde in Frankreich in den 1820er-Jahren populär als Antwort auf James Cowles Prichards Forschungen zur physikalischen Geschichte des Menschen (1813), einer Pionierarbeit des wissenschaftlichen Monogenismus. Eine anthropologische Schule, die den Polygenismus verteidigte, entstand, um Prichards Monogenismus in Frankreich entgegenzuwirken. Zu den wichtigsten französischen Polygenisten dieser Zeit gehören der Naturforscher Jean Baptiste Bory de Saint-Vincent und Louis Antoine Desmoulins (1796–1828), ein Student von Georges Cuvier, der sich später zu einem persönlichen Feind von diesem entwickelte und auch dessen Monogenismus ablehnte. Die französischen Polygenisten beeinflussten später die amerikanischen Vertreter wie etwa Samuel Morton.

#### Spätere europäische Trends
Polygenistische Schulen entstanden in den 1830er- und 1840er-Jahren über Europa verteilt. Der schottische Anatom und Zoologe Robert Knox verbrachte die spätere Hälfte seiner Karriere damit, für den Polygenismus einzutreten; er argumentierte in seinem 1850 erschienenen Werk Die Rassen des Menschen, dass „rassische Naturen … unverändert sind seit über tausend Jahren und so verschieden waren, dass sie verschiedene Spezies genannt werden sollten“. Ein Kollege Knox’, James Hunt, war ebenfalls ein Verfechter des Polygenismus. Im Jahre 1863 veröffentlichte er einen Artikel mit dem Titel Über den Platz des Negers in der Natur, welcher Knox posthum gewidmet wurde. In dem kontroversen Artikel unterstützte Hunt sowohl Polygenismus als auch Sklaverei in den Konföderierten Staaten von Amerika.
John Crawfurd, ein schottischer Arzt und Kolonialverwalter, war Polygenist. Er studierte die Geografie der Verbreitung verschiedener Rassen und glaubt, dass verschiedene Rassen von Gott in spezifischen regionalen Zonen für klimatische Bedingungen erschaffen wurden.

#### American School of Anthropology
Als American School of Anthropology (Amerikanische Schule der Anthropologie) wird eine informelle Gruppe untereinander verbundener Gelehrter und Mediziner des 19. Jahrhunderts bezeichnet, deren physische Anthropologie sich vor allem im Zusammenhang mit der Frage der Sklaverei von Schwarzen in den USA herausbildete. Ihre Mitglieder vertraten einen Polygenismus, zu dessen Begründung sie wissenschaftliche Argumente und die Auslegung biblischer Texte heranzogen. Da sie für ihre Zeit recht fortschrittliche Methoden anwendeten, gelten sie vor allem als Wissenschaftler. Neben dem Begründer Samuel George Morton (1799–1851) und als dessen Vorläufer Charles Caldwell (1772–1853) werden dazu gerechnet etwa George Gliddon (1809–1857), Josiah Clark Nott (1804–1873), James Aiken Meigs (1829–1879) und der Archäologe Ephraim George Squier (1821–1888). Nahe stand ihnen auch der damals prominenteste amerikanische Naturforscher Louis Agassiz (1807–1873) in seinen anthropologischen Schriften. Obwohl auch viele damalige amerikanische Monogenisten die Sklaverei rechtfertigten, waren die Polygenisten der American School deren radikalsten Befürworter.
Charles Caldwell, geboren 1772 und gestorben 1853, war einer der frühesten Unterstützer des Polygenismus in Amerika. Caldwell griff die Position an, dass die Umwelt die Ursache rassischer Unterschiede sei und argumentierte stattdessen, dass vier Rassen, Kaukasier, Mongolen, Indianer und Afrikaner, vier verschiedene Spezies seinen, die separat von Gott erschaffen wurden
Der Naturforscher Charles Pickering war ein Bibliothekar und Kurator der Akademie der Naturwissenschaften. Im Jahre 1842 reiste er nach Afrika und Indien, um menschliche Rassen zu erforschen. Im Jahre 1848 veröffentlichte Pickering Rassen des Menschen und ihre geografische Verteilung, welches elf menschliche Rassen aufzählte.

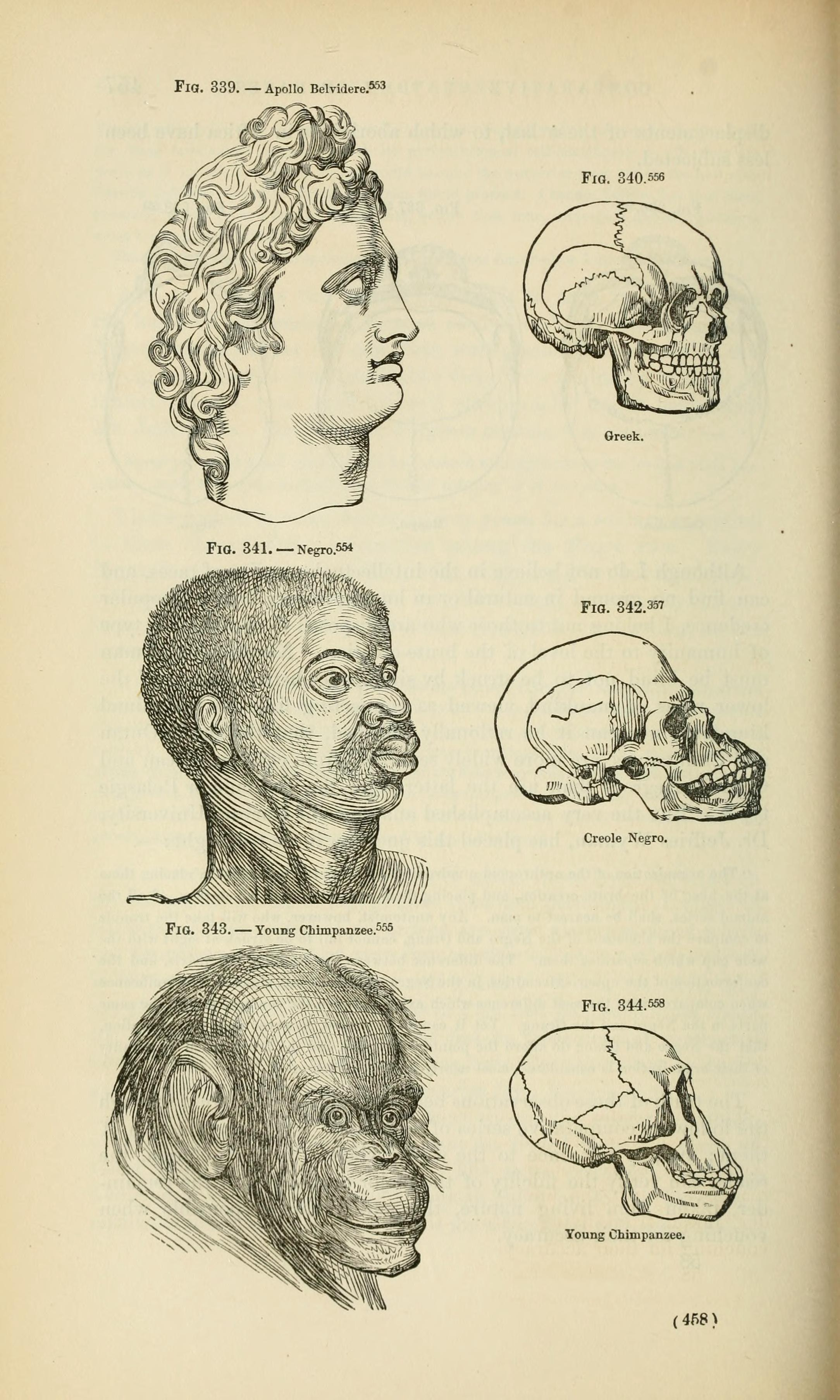
Indigene Rassen der Welt (1857). Josiah Clark Nott und George Robins Gliddon implizierten, dass „Schwarze“ eine schöpferischer Rank zwischen „Griechen“ und Schimpansen seien.

Polygenismus kam in den wissenschaftlichen Hauptstrom Amerikas in der Mitte des 19. Jahrhunderts durch einige Werke betreffend die Naturwissenschaft von Autoren wie Samuel Morton und Charles Pickering als auch durch den Ägyptologen George Gliddon, den Chirurgen Josiah C. Nott und, noch bestimmender, den Paläontologen und Geologen Louis Agassiz in den Vereinigten Staaten von Amerika. All dies trug zu einem wichtigen ethnologischen Werk von 738 Seiten (im Original) mit dem Titel Typen der Menschheit bei, welches 1854 veröffentlicht wurde und ein großer Erfolg war; ihm folgte die Fortsetzung Indigene Rassen der Erde (1857). Diese Werke entfachten erstmals die formale Debatte zwischen Polygenisten und Monogenisten in Amerika. In ihr wurden Anhänger der polygenistischen Schule als Pluralisten bezeichnet. Seit Louis Agassiz den Pluralisten den Rücken stärkte, fand dieser in der breiten Öffentlichkeit Zustimmung und breite Exponierung zwischen den 1840er- und en 1860er-Jahren. Zahlreiche Artikel, die polygenistische Sichtweisen bewarben, wurden im American Journal of Science und Arts in diesem Zeitraum veröffentlicht.
Der Archäologe Ephraim George Squier half Mortons Polygenismus durch die Ausgrabung eines Schädels den Hügeln des mittleren Westens und der Zusendung einer Zeichnung davon an Morton. Morton fand dessen Ähnlichkeiten zu zentral- und südamerikanischen Schädeln auffällig, was seinen Glauben bestärkte, dass die amerikanischen Indianer-Stämme einen gemeinsamen und indigenen Ursprung haben. Mortons Polygenismus behauptete, explizit, die Moundbuilders seien eine amerikanische indigene Rasse großen Alters, sie seien nicht von Asien aus her migriert und ihre physische Form unterscheide sich nicht wesentlich von ihren Vorfahren. Sowohl Squierals auch Gliddon demonstrierten für Morton die Permanenz rassischer Merkmale und die Anpassung jeder Rasse an die Region, für die sie erschaffen wurde.
Indianer unterstützen Mortons Schlussfolgerung, während einige weiße Archäologen Morton unterstützten. Andere wie William Pidgeon akzeptierten Mortons Schlussfolgerungen nicht, weil zu dieser Zeit weiße Archäologen wie Pidgeon nicht glauben konnten, dass Indianer die archäologischen Zeugnisse hinterließen, die sie um sich herum sahen; stattdessen schrieb Pidgeon im Jahre ein Buch mit dem Titel Traditions of Dee-Coo-Dah and Antiquarian Researches. In dem Buch versucht Pidgeon zu beweisen, dass eine verschwundene Rassen, den Indianern kulturell überlegen und vor ihnen existierend, Amerika zuvor besetzte und dass die Hügelbauer keine Indianer waren. Pidgeons Buch erschien zumeist ein Scherz zu sein. Der berühmte Archäologe Theodore H. Lewis enthüllte später, dass Pidgeon den größten Teil seiner Forschung erfand und viel des Rests verdrehte., er Hügel kartierte, wo keine waren, und die Anordnung existierender Hügelgruppen abänderte, um seine Bedürfnisse zu befriedigen. Mortons Arbeit erfuhr mehr Unterstützung, weil seine Arbeit als Beweis wirklich objektiver Wissenschaft erschien, anders als die anderer wie Pidgeon. Morton gewann seine Reputation als der große Datensammler und Objektivist der amerikanischen Wissenschaft Oliver Wendell Holmes lobte Morton für den „strengen und vorsichtigen Charakter“ seiner Werke, welche „aus ihrer sehr eigenen Natur für alle künftigen Generationen von Ethnologiestudenten sind“.
1850 entwickelte Agassiz eine einzigartige Form des Ko-Adamismus. Gott, glaubte er, hatte verschiedene zoologische Provinzen mit unterschiedlichen Rassen in ihnen erschaffen, aber auch Fauna und Tiere spezifisch für diese Regionen. Ein Essay Agassizs, das seine Theorien mit Karten und zoologischen Zonen wurde als Vorwort zu Typen der Menschheit in Zusammenarbeit mit Gliddon, Nott und anderen hinzugefügt. Agassizs Theorie rief einige Unterstützung unter Christen und er schrieb oft Artikel in christlichen Magazinen, behauptete, dass seine Ansichten über den Polygenismus kompatibel mit der Bibel seien. Christliche Fundamentalisten hielten jedoch zum Junge-Erde-Kreationismus und striktem Monogenismus (d. h. jeder auf der Erde stammt von Adam und Eva ab) und griffen seine Ansichten an, ebenso wie Gliddon und Nott.
Anders als Josiah Nott, der Sklaveninhaber aus Alabama, war Agassiz niemals ein Unterstützer der Sklaverei. Er behauptete, dass seine Sichtweise nichts mit Politik zu tun habe.

#### Wirkungen evolutionärer Ideen und Debatten ab den 1860er-Jahren
Die Vorstellung, dass die Rassen getrennt seien und zusammen kämen zu Mischbildung, statt Variationen eines gemeinsamen Ursprungs seien, begann fraglich zu erscheinen mit der Veröffentlichung von Darwins Über die Entstehung der Arten im Jahre 1859, welcher Agassiz bis zu seinem Tod. Dennoch dauerte der Einfluss des Polygenismus für viele Jahre an. Ein Beispiel ist die hamitische Theorie, welche argumentierte, dass bestimmte afrikanische Population Nachfahren einer Pro-Weißen-Invasion seien vor sehr langer Zeit, die vom Polygenismus beeinflusst waren und die in Linguistik und Anthropologie bis in die 1950er-Jahre Einfluss hatte. Darwin sprach die menschliche Abstammung in diesem Stadium nicht direkt an und er argumentierte einige Jahre lang, mit der Erschaffung der Anthropologischen Gesellschaft Londons 1863 im Schatten des Sezessionskrieges, in Opposition zu der abolitionistischen Ethnologischen Gesellschaft. Die Anthropologen hatten den konföderierten Agent Henry Hotze dauerhaft in ihrem Rat. Die beiden Gesellschaften legten ihre Differenzen nicht bei, bis sie 1871 in Form des Anthropologischen Instituts verschmolzen.
Georges Pouchet, der französische Naturforscher und Anatom, war ein Polygenist. Pouchet steuerte zu einigen wissenschaftlichen Feldern bei und spezialisierte sich in vergleichender Anatomie von Fischen und Walen. Er war ein wichtiger Befürworter der Polygenie und er war Autor des anthropologischen Werks mit dem Titel De la Pluralité des Races Humaines (1858), welches 1864 durch die Anthropologische Gesellschaft in Englisch übersetzt unter dem Titel he Plurality of the Human Race erschien.
John Thurnam veröffentlichte 1865 zusammen mit Joseph Barnard Davis ein Werk unter dem Titel Crania Britannica, welches wichtig für die Kraniometrie war. Thurnam und Davis waren Polygeniegläubige, in der Form separater Erschaffung verschiedener Rassen. Davis war ein Schädelsammler, der über mehr als 1700 Proben besaß. Aufgrund der rassischen Unterschiede der Schädel, Davis und Thurnam glaubten, in dem Studium der Schädeltypen unterschiedlicher Rassen Beweise für den Polygenismus finden zu können. Davis schrieb auch Thesaurus craniorum: catalogue of the skulls of the various races of man (1875).
Obwohl es viele Jahre dauerte, wurde der Polygenismus, welcher an spezifischen geografischen Orten erschaffene und unwandelbar bleibende Spezies voraussetzte, unter Wissenschaftlern fast vollständig durch Darwins Evolutionstheorie von einem einzigen gemeinsamen Vorfahren ersetzt. Bleibender Antagonismus to der darwinistischen Theorie ist heute hauptsächliche eine Fragae des religiösen oder politischen Standpunkts.

## Christlicher Polygenismus
Um den Polygenismus mit der biblischen Erzählung in den ersten Kapiteln des Buchs Genesis zu machen, sind einige Argumente nötig, die darlegen, dass in der Bibel etwas unvollständig sei. Drei Standardpositionen sind:
- Präadamismus
- Ko-Adamismus
- Unvollständigkeit der Völkertafel in Genesis 10.

Für christliche Begriffe blieb Polygenese eine unübliche Bibelexegese bis zur Mitte des 19. Jahrhunderts und wurde weithin als häretisch betrachtet; allerdings wurde von einigen modernen Gelehrten darauf hingewiesen, dass, während Prä-Adamismus von den meisten stark zurückgewiesen und als häretisch angesehen wurde, Ko-Adamismus nicht mit den gleichen Grad an Feindseligkeit empfing.
Der Polygenismus wurde im frühen 20. Jahrhundert von der römisch-katholischen Kirche stark kritisiert, besonders durch Papst Pius XII. in der Enzyklika Humani generis (1950), mit der Begründung, dass Polygenismus inkompatibel mit der Doktrin der Erbsünde sei.

### Präadamismus
Der Präadamismus behauptet, dass bereits vor der Erschaffung Adams menschliche Rassen lebten. Er geht zurück auf Isaac La Peyrère im 17. Jahrhundert.

### Koadamismus
Aufgrund der scharfen Verurteilung des Präadamismus La Peyrères versuchten andere Autoren, ausgehend von denselben Fragen, die Theorie dadurch abzumildern, dass Gott andere Menschen nicht vor Adam erschaffen habe, sondern gleichzeitig mit ihm oder nach ihm. Diese Doktrin wird Ko-Adamismus genannt. Obwohl ähnliche Thesen implizit in verschiedenen antiken und frühneuzeitlichen Werken enthalten sind, fanden diese bei ihren Zeitgenossen nahezu keine Resonanz. Hauptgrund für das Aufkommen des Koadamismus im 18. Jahrhundert war, die Argumente für den Präadamismus zu retten, ohne eine Verurteilung wegen Heterodoxie oder Häresie zu riskieren, es werde schließlich nicht bestritten, dass Adam der erste Mensch gewesen sei. Erste explizite Erwähnung des Konzepts könnte eine anonym publizierte Schrift gewesen sein, die 1732 in England publiziert wurde: Co-Adamitae: Or, an Essay to Prove the Two Following Paradoxes, Viz. I. That There Were Other Men Created at the Same Time with Adam. II. That the Angels Did Not Fall, as Has Been Generally Asserted. Die Argumente des Autors entsprechen weitgehend den schon von La Peyrère vorgebrachten und sind vor allem aus der Exegese der Bibel abgeleitet. Außerdem argumentiert er mit dem gesunden Menschenverstand: Die Besiedlung der Erde, von nur einem Paar ausgehend, hätte einfach zu lange gedauert und in der Zwischenzeit wäre der Großteil der Erde leer von Menschen geblieben, was nicht Gottes Wille gewesen sein konnte.
Eine weniger von biblischen Argumenten abgeleitete Spielart des Gedankens brachte der schottische Philosoph Henry Home, Lord Kames auf. In seinen Sketches of the History of Man argumentiert er, dass die Bewohner der Neuen Welt von einem eigenen Adam, der später lebte als der biblische, abstammten. Auch die anderen von den Europäern verschiedenen Rassen hätten eigene Vorfahren gehabt. Dies sei in der Bibel nicht erwähnt, da es erst nach der Zeit des Moses geschehen sei.
Der in Südafrika wirkende Missionsbischof John William Colenso (Bischof der Diözese Natal von 1853 bis 1883) verband einen fast naiven wortwörtlichen Bibelglauben mit unorthodoxen Ideen. Colenso ging von einer wortwörtlichen Exegese der Bibel aus, lehnte aber jeden Dogmatismus ab, er wies auf die sich ergebenden Probleme hin, die er in langen Abhandlungen zu lösen suchte. Dass die Erde nach der Sintflut allein von den Nachkommen Noahs bevölkert worden sein könnte, erschien ihm aufgrund der zu kurzen seither verstrichenen Zeit unplausibel. Auch sähen die Menschenrassen, etwa die Schwarzen, auf den Darstellungen der altägyptischen Kunst genauso aus wie heute, hätten sich also nicht verändert. Als plausible Lösung schlug er einen unabhängigen Ursprung der Afrikaner, wie auch der anderen Bewohner der fernen Erdteile, vor. Diese seien den hebräischen Verfassern der Bibel aufgrund der großen Entfernung zu Israel nicht bekannt gewesen. Bemerkenswerterweise sprach sich Colenso dagegen aus, daraus rassistische Schlüsse zu ziehen: Alle Menschen seien Brüder, egal auf welche Urvorfahren sie zurückgingen.

### Andere Formen des Polygenismus
Eine Lehre des Raelismus hält daran fest, dass verschiedene Menschenrassen durch getrennte Gruppen von außerirdischen Wissenschaftlern erschaffen wurden.

## Polygenistische Evolutionstheorie
Polygenistische Evolution ist die Vorstellung, dass Menschen unabhängig aus verschiedenen Affenspezies evolvierten. Dies kann auf Carl Vogt im 1864 zurückgeführt werden. Polygenistische Evolution erlaubte Polygenisten, jede Rasse mit einer anderen Affenart verbunden werden konnten. Dies wurde durch das Werk von Hermann Klaatsch und F. G. Crookshank gezeigt.
Carl Vogt glaubte, dass die Bewohner Afrikas mit den Affen verwandt waren und von denen europäischer Abstammung. In Kapitel VII seiner Vorlesungen über Menschen (1864) vergleicht er beide Ethnizitäten, wobei er beide als „zwei extreme Menschentypen“ beschreibt. Der Unterschied zwischen den beiden, behauptet er, sind größer als zwischen zwei Affenarten; und dies beweise, dass beide gänzlich verschiedene Spezies seien.
In einer unüblichen Verschmelzung zeitgenössischen evolutionären Denkens und Pre-Adamism, argumentierte der theistische Evolutionist und Geologe Alexander Winchell in seinem 1878 erschienenen Buch Adamiten und Prä-Adamiten für die präadamistischen Ursprünge der menschlichen Rasse auf der Basis, dass Afrikaner rassisch zu unterliegen seien, um sich aus dem biblischen Adam entwickelt haben zu können. Winchell glaubte auch, dass die Gesetze der Evolution dem Willen Gottes entsprechend wirkten.
Bevor Darwin seine Theorie der Evolution des der gemeinsamen Abstammung in seinem Über die Entstehung der Arten (1859) veröffentlichte, waren wissenschaftliche Theorien oder Modelle des Polygenismus (wie die von Agassiz) strikt kreationistisch. Sogar nachdem Darwins Buch veröffentlicht wurde, blieb Agassiz bei seiner Form wissenschaftlichen Kreationismus und prangerte das Konzept des Kreationismus an. Zu Ende des 19. Jahrhunderts hatten die meisten wissenschaftlichen Polygenisten Agassizs Kreationismus aufgegeben und begrüßten polygenistische Formen von Evolution. Darunter waren sogar viele der Studenten Agassiz, unter anderem Nathaniel Shaler, der unter Agassiz in Harvard studierte. Shaler glaubte weiterhin an den Polygenismus, glaubte aber, dass die verschiedenen Rassen aus verschiedenen Primaten evolvierten. Der prominente französische Anthropologe Paul Brocakon konvertierte 1879 vom kreationistischen Polygenismus zur Akzeptanz einer Form von polygenistischer Evolution.
In seinem Werk Die Abstammung des Menschen (1871) argumentierten Charles Darwin und einige seiner Unterstützer für die Monogenese der menschlichen Spezies, den gemeinsamen Ursprung aller Menschen als wesentlich für die Evolutionstheorie ansehend. Dies ist bekannt als die Theorie des einen Ursprungs. Darwin widmete sogar ein Kapitel seiner Abstammung des Menschen einem Versuch, Polygenisten zu widerlegen und den gemeinsamen Ursprung aller menschlichen Rassen zu unterstützen. Polygenistische Sichten auf die Evolution bestand fort bis in das frühe 20. Jahrhundert und finden immer noch Unterstützung unter prominenten Wissenschaftlern.
Alfred Russel Wallace war auch ein Befürworter der polygenistischen Evolution, der behauptete, dass physische Differenzen zwischen Rassen müssten in einer solch fernen Zeit entstanden sein, bevor Menschen jegliche Intelligenz hatten, als natürliche Selektion noch auf den menschlichen Körper einwirkte. Die Unterscheidung in unterschiedliche Rassen mit ausgeprägten physischen Merkmalen müsse bald nachdem die Menschen auf der Erde erschienen seien geschehen sein, sodass alle Rassen für alle praktischen Zwecke immer unterschieden seien.
Im Gegensatz zu den meisten Unterstützern Darwins blieb Ernst Haeckel Polygenist. Er nahm an, dass verschiedene Menschentypen auf verschiedene Arten oder Entwicklungslinien eines von ihm postulierten Urmenschen Pithecanthropus primigenius zurückgingen, der in Asien, vermutlich in Indien (oder einem versunkenen Kontinent Lemurien) gelebt habe. Grund dafür war, dass er die asiatischen Menschenaffen als nächst verwandt zum Menschen ansah, außerdem hat ihn der aufsehenerregende Fund des Java-Menschen (damals Pithecanthropus erectus genannt) beeinflusst. Ein wichtiges Argument für den Polygenismus war für ihn, dass es dem Sprachwissenschaftler August Schleicher nicht gelungen war, alle menschlichen Sprachen auf eine gemeinsame Ursprache zurückzuführen, Haeckel zufolge hätten die verschiedenen Menschengruppen also unabhängig voneinander Sprechen gelernt. Die rezente Menschheit bestand ihm zufolge aus zwei Gruppen, den „Geradhaarigen“ (Lissotrichi) und den „Wollhaarigen“ (Ulotrichi), wobei die Geradhaarigen wie die Europäer gegenüber den Wollhaarigen Afrikanern überlegen und allein zur Hochkultur befähigt seien. Haeckel vertrat eine Spielart des Sozialdarwinismus, nach dem sich die Menschengruppen im Kampf ums Dasein gegeneinander befänden. Aus diesem würden die hochentwickelten Rassen als Sieger hervorgehen und die Unterlegenen schließlich in Randhabitate in unwirtlichen Regionen abdrängen.

### Theologie
- Karl Rahner: THEOLOGISCHES ZUM MONOGENISMUS. In: Zeitschrift für katholische Theologie. Band 76, 1954, ISSN 0044-2895, S. 1–18; 187–223, JSTOR:24173216.